# 少年ライフル魔事件
少年ライフル魔事件（しょうねんライフルまじけん）は、1965年（昭和40年）7月29日に神奈川県神奈川県高座郡座間町（現：座間市）および東京都渋谷区で発生した殺人・殺人未遂などの事件。犯人の片桐 操は事件当時18歳であり、少年犯罪である。
片桐は座間町で神奈川県警察の警察官1人をライフル銃で射殺した上で、凶器のライフル銃を持って東京都渋谷区の銃砲店に立てこもり、警視庁の警官隊との銃撃戦に発展した。片桐は最終的には警視庁に逮捕され、1969年（昭和44年）に最高裁で死刑判決が確定、1972年（昭和47年）に死刑を執行された（少年死刑囚）。

## 事件の概要
1965年（昭和40年）7月29日11時ごろ、当時18歳の片桐 操（かたぎり みさお）は警察官の拳銃を奪う目的で、神奈川県警察に虚偽の110番通報を行い、神奈川県高座郡座間町（現在の座間市）の山林に4、5人の子供が空気銃を撃っていて危険だから来てほしいという旨を伝えた。この方法で所轄の大和警察署鶴間駅前派出所に配属されていた巡査A（当時21歳、殉職後警部補に昇進）をおびき出し、Aを射殺して彼の拳銃と制服を奪った。片桐は警官から拳銃の奪取に成功し、さらにその他の装備品（警察手帳、手錠、ヘルメット、制服）を奪って着替えた。そこへ別の男性巡査Bが応援で出動したが、片桐はBも銃撃して重傷を負わせた。
その後、山林から逃走した片桐は警察官のふりをして民家に協力を仰ぎ、車を出させることに成功した。その後、通りかかった車に乗り込む、運転手をだます、奪ったピストルを使って脅すなどをしつつ、乗用車4台を乗り継いで逃走。午後6時過ぎに東京都渋谷区北谷町（現在の神南一丁目）の「ロイヤル銃砲火薬店」に到着した。自身も通っていた同店舗にて武器弾薬を強奪し、従業員男女3人と従業員の妹の4人を人質にとって立て籠り、警察と銃撃戦を繰り広げた。流れ弾を避けるため付近を通る日本国有鉄道（現：JR東日本）山手線は全線運休した。また、現場付近には3000人もの野次馬が集結し付近は騒然となった。
片桐は従業員に命じて、店のたくさんの銃に銃弾を次々と補充させ、警官隊および通行人に向けて合計110発（130とも）のライフル弾を発射した。警察官5人、野次馬、報道関係者それぞれ一人が重傷を負い、軽傷者を含めると合計15人を負傷させた。これに対し、警察は催涙弾で応戦。午後7時20分、催涙弾に耐えかねた片桐は、2人の女性店員を盾に路上に出る。このとき片桐の背後にいた男性店員は、自身が持つ銃で片桐の後頭部を殴り逃走。片桐はその男性に対し、銃を連射したが当たらなかった。弾切れにより片桐の銃撃が止んだところを、応援で現場にいた原宿警察署刑事の緒方保範（のちに「（捜査の）赤鬼」の異名をとる）が突撃し、片桐に体当たりしたが、片桐の隠し持つ拳銃の反撃を受け、顔と背中の合計2発被弾した。片桐は逃走を試みるも、別の警察官10人が片桐を取り押さえて逮捕し、事件は終息した。

### 著名な目撃者
本事件から約3年後に連続射殺事件を引き起こす永山則夫（当時16歳）は渋谷の銃砲店近くの青果店で働いており、本事件の騒ぎを同僚と目撃している。永山が異常な興奮ぶりだったことから、職場で「永山はちょっと変わっている」と話題になった。
また、大量に集まった野次馬の群衆の中に、事件を知って駆け付けた石原慎太郎（作家のち政治家・都知事）がおり、他の野次馬が銃撃で負傷したのを目撃している。事件後に聞き取り調査や裁判傍聴を行い、『嫌悪の狙撃者』を執筆した。

## 犯人の事件前の動向
東京都世田谷区に生まれた片桐は母親を小学4年次に亡くしているが、翌年父と再婚した継母との関係は悪くなかったとされる。子どもとしては体格はよかったが内向的であった。
幼いころから銃マニアであり、常々ミリタリー雑誌『丸』を愛読。傘の柄と花火の火薬でビー玉を飛ばす手製銃を作ったことがあった。軍歴がある（旧陸軍上等兵）父親はこの趣味を悪いものと捉えず、高価なモデルガンを買い与えたり、「10万円（当時）ぐらいの銃ならいつでも買ってやる」と言っていた。ただし、「人は殺すな。人を殺すくらいならまず自分が死ね」とも伝えていた。7歳上の実姉は、片桐の中学卒業祝いに当時としては高価な3万5千円（当時）の実銃と4千円（当時）の照準器を買い与えた。しかし片桐は銃所持の年齢に満たなかったため、実姉名義での銃購入と所持登録を率先して実姉が行っている。
中学1年の時に片桐は大藪春彦の小説『ウィンチェスターＭ70』を読み、大変な影響を受けた。中学時代はアメリカの銃雑誌『ガン・ダイジェスト』や『シューターズ・バイブル』を入手し、辞書を片手に銃の知識を熱狂的に漁り、さらに詳しくなっていく。全体の成績は中程度であり、目立つ生徒ではなかった。
中学卒業後は進学せず、銃を扱うことを目的に自衛隊への入隊を試みるが、不合格となり入隊は叶わなかった。この自衛隊入りの計画は、親族に無断で行っている。失意の片桐は自動車整備工の見習いを始めた。その後、南米なら銃を好きなだけ撃てると考え、渡航するために南米行きの船員になろうと計画。職業安定所で見つけた国内航路の見習いコックに従事した。船員として家を空けることが多くなり、毎航海ごとにおよそ1か月に一度帰宅していた。あらかじめ南米（ブラジル）について調べていた片桐は、日本とブラジルの間には犯罪人引渡し条約がないため自由が確保できると考え、犯行後はブラジルへの逃走を画策していた、ともされる。
1965年（事件の同年）4月15日、片桐は18歳の誕生日を迎える。片桐は18歳の誕生日の前に、職場へ長期の有給休暇を申請していた。実はこの休暇の前に退職届を提出したとも言われるが、休暇後は彼が仕事に行くことはなかった。片桐は”合法で銃が所持できる”誕生日を入念に計画していたと推測され、誕生日と同時に姉名義だった銃を自分名義とする書き換え手続きを行い、名実ともに「自分の銃」を所持することになった。さらに18歳を迎えるためにこつこつと貯金しており、4万円（当時）の2連式散弾銃と2千円（当時）の銃ケースを、のちに事件現場となった銃砲店にて新規に購入した。
実銃の入手後は射撃場へ通うことが趣味となった。また手製の消音器を制作し、室内や当時は東京近郊に存在した林の中で射撃を行っている。銃弾の入手や銃の手入れのため、事件現場となった銃砲店へ足繁く通っており、店員らとは顔見知りであった。銃の手入れはとても入念であり、4～5時間をかけることも普通であった。「指紋がつく」として、自分以外が銃に触れることを嫌っていた。
のちに語られた片桐の犯行動機は、「『野獣死すべし』（愛読していたバイオレンス小説）のような事を実際にしてみたかった」「銃を心ゆくまでぶっ放したい」というものであった。犯行後は「（銃砲店の在庫の銃を潤沢に使用し、大量に撃ちまくったため）いろんな銃を撃つことができたため、溜まっていたものを全部吐き出したような気分でスカッとした」と語っている。また、「どうせ刑務所に行くんだろうから、代わりにベトナム（同地は戦争中）に行きたい。好きな銃を思い切り撃つことができるなら死んでもいい」とも発言している。

## 刑事裁判
片桐は1965年7月31日午後、神奈川県警大和署から強盗殺人容疑で横浜地方検察庁へ身柄を送検された。片桐は同月19日に横浜家庭裁判所へ送致され、同家裁が片桐を保護処分にするか否かを検討したが、同年9月13日、刑事処分相当として横浜地検に逆送致された。同月22日、片桐は横浜地検から強盗殺人罪で横浜地方裁判所へ起訴され、後に殺人未遂や強盗、不法監禁、銃刀法違反などの罪でも追起訴された。
刑事裁判の第一審初公判は同年11月27日に横浜地裁（大中俊夫裁判長）で開かれ、被告人の片桐は罪状認否で、殺傷した警察官らへの殺意、および渋谷の銃砲店でのライフル銃乱射事件の際の殺意をいずれも否認した。しかし1966年（昭和41年）10月7日の第14回公判で、最初から警察官を射殺して拳銃を奪う意図があり、また逃走時に車内に監禁して車を運転させた被害者も後で殺すつもりだったと供述した。1967年（昭和42年）3月14日に論告求刑公判が開かれ、片桐は検察官から死刑を求刑された。
横浜地裁（大中裁判長）は1967年4月13日、片桐を無期懲役とする判決を言い渡した。同地裁は、犯行の悪質さを認めながらも考え方が未熟な少年の犯罪であること、冷たい家庭環境であったことなどを理由に、社会復帰できる可能性があるとして死刑を回避した。
しかし検察官が判決を不服として控訴したところ、1968年（昭和43年）11月12日に東京高裁刑事第4部（久長正勝裁判長）は原判決を破棄自判し、片桐を死刑とする判決を宣告した。同高裁は、拳銃を奪うという目的の下に綿密な犯行計画を立てていた点から、片桐はあらかじめ警察官の殺害までは明確に意識していないまでも視野に入れており、矯正は極めて困難であると指弾した。当時、少年犯罪の控訴審で原判決が破棄されて死刑が言い渡された事例は極めて異例と報じられている。
死刑判決を受けて片桐は上告した。第一審、控訴審ともに片桐は「銃への魅力は今なお尽きない。再び多くの人に迷惑をかけないように死刑にしてほしい」と述べたが、上告にあたり趣意書を提出した。「警察や検察庁の取り調べではかっこいいと思って言われるままに自供したが、本当は殺意はなかった」として今度は死刑回避に向けた主張を行った。しかし1969年（昭和44年）10月2日、最高裁判所第一小法廷（岩田誠裁判長）は片桐および弁護人の上告を棄却する判決を言い渡した。片桐は同小法廷に対し、判決訂正申立を行ったが、それも同月23日付で棄却の決定が出され、死刑判決が確定した。
片桐は死刑確定後、東京拘置所に収監されていたが、1972年（昭和47年）7月21日に死刑を執行された（25歳没）。

## 実名報道
片桐は犯行時少年だったが、『読売新聞』は事件発生時に片桐を実名報道し、第一審の初公判時点までは実名報道を続けていた。その後、第一審の公判中からは匿名報道になっていたが、控訴審判決の際に再び実名報道され、上告審判決の際には顔写真も掲載されている。また『毎日新聞』も第一審判決の際は匿名報道だったが、控訴審判決の際には実名を報じており、上告審判決を報じた際には最高裁で死刑が確定することとなったことを理由に実名を報じる旨の断り書きを入れた。

## この事件を扱った作品
小説
石原慎太郎『嫌悪の狙撃者』